# Fragging

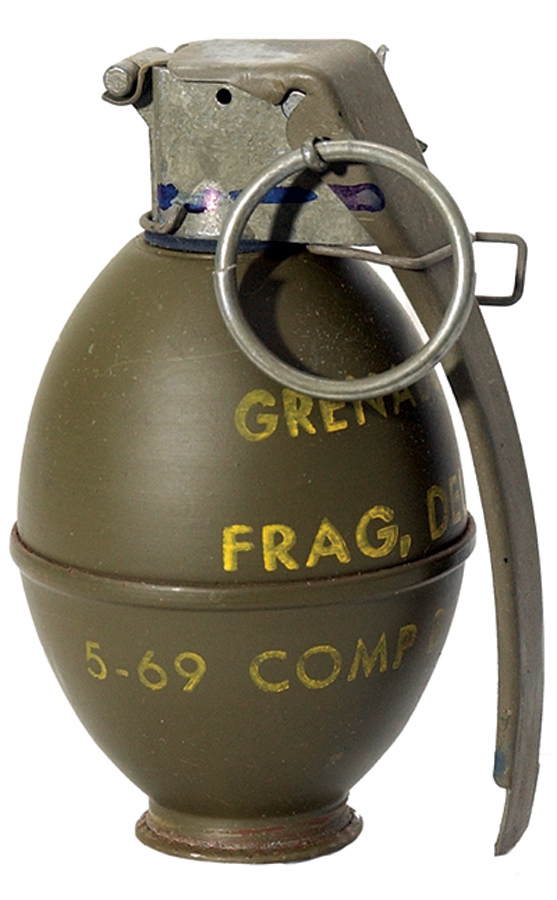
Amerykański granat M26 posłużył do wielu „fraggingów” podczas wojny w Wietnamie

Fragging – celowe lub usiłowane zabicie przez żołnierza innego żołnierza, zwykle przełożonego. Personel wojskowy Stanów Zjednoczonych ukuł to słowo podczas wojny w Wietnamie, kiedy takich zabójstw najczęściej próbowano dokonać za pomocą granatu odłamkowego, czasami sprawiając wrażenie, że zabójstwo było przypadkowe lub podczas walki z wrogiem. Termin „fragging” obejmuje obecnie każde umyślne zabójstwo kolegów z wojska.
Duża liczba incydentów „fraggingowych” w ostatnich latach wojny wietnamskiej była symptomem niepopularności wojny wśród amerykańskiej opinii publicznej i załamania dyscypliny w siłach zbrojnych USA. W latach 1969–1972 udokumentowane i wskazujące na to okoliczności związane z „fraggingiem” wyniosły prawie dziewięćset incydentów.
„Fraggingu” nie należy mylić z niezamierzonym zabijaniem i/lub ranieniem towarzyszy i/lub personelu sojuszniczego; takie incydenty są określane jako bratobójczy ogień.

## Motywy
Żołnierze zabijali kolegów od początku konfliktów zbrojnych, z wieloma udokumentowanymi przypadkami w historii. Wydaje się jednak, że praktyka „fraggingu” była stosunkowo rzadka w armii amerykańskiej aż do wojny w Wietnamie. Rozpowszechnienie „fraggingu” było częściowo oparte na łatwej dostępności broni wybuchowej, takiej jak ręczne granaty odłamkowe. Granaty nie pozostawiały żadnych śladów balistycznych i nie dało się powiązać danego granatu z konkretnym żołnierzem. Miny M18A1 Claymore i inne materiały wybuchowe były również czasami używane do „fraggingu”, podobnie jak broń palna, chociaż termin ten, zdefiniowany przez wojsko podczas wojny w Wietnamie, odnosił się tylko do użycia materiałów wybuchowych do zabijania innych żołnierzy. Większość incydentów związanych z „fraggingiem” miała miejsce w wojskach lądowych i korpusie piechoty morskiej, natomiast był rzadkością wśród personelu marynarki wojennej i sił powietrznych, które miały mniejszy dostęp do granatów i broni niż piechota i marines .
Pierwsze znane przypadki „fraggingu” w Wietnamie Południowym miały miejsce w 1966 roku, ale wydaje się, że wydarzenia z roku 1968 przyspieszyły wzrost tego zjawiska. Po ofensywie Tết na początku tego roku, wojna w Wietnamie stawała się coraz bardziej niepopularna w Stanach Zjednoczonych i wśród amerykańskich żołnierzy w Wietnamie, z których wielu było poborowymi. Dodatkowo, napięcia rasowe między białymi i czarnymi  żołnierzami i marines wzrosły po zabójstwie Martina Luthera Kinga w kwietniu 1968 roku, co jeszcze bardziej podkopało wśród nich morale.
Wojsko amerykańskie odzwierciedlało problemy i kwestie społeczne w USA, takie jak rasizm, narkomania i niechęć do autorytarnych przywódców. Gdy Stany Zjednoczone zaczęły wycofywać swoje siły zbrojne z Wietnamu, niektórzy amerykańscy szeregowcy i młodzi oficerowie stracili poczucie celu przebywania w Wietnamie, a hierarchiczne stosunki między szeregowcami a ich oficerami uległy pogorszeniu. Niechęć kierowana przez szeregowców do starszych oficerów została zaostrzona przez luki pokoleniowe, a także różne postrzeganie tego, jak wojsko powinno się zachowywać. Egzekwowanie przepisów wojskowych, zwłaszcza jeśli odbywało się z nadgorliwością, prowadziło do skarg, a czasem gróźb przemocy fizycznej wobec oficerów.
Na częstotliwość występowania „fraggingu” mogło mieć wpływ wiele czynników. Zapotrzebowanie na żołnierzy na wojnę w Wietnamie spowodowało, że siły zbrojne obniżyły standardy rekrutacji zarówno oficerów, jak i szeregowców. Szybka rotacja personelu, zwłaszcza oficerów pełniących służbę (średnio) krócej niż sześć miesięcy na stanowiskach dowódczych, zmniejszyła stabilność i spójność jednostek wojskowych. Najważniejsza być może była utrata celu w prowadzeniu wojny, ponieważ dla wszystkich stało się jasne, że Stany Zjednoczone wycofują się z wojny, nie odnosząc żadnego zwycięstwa, przez co morale i dyscyplina uległy pogorszeniu. 
Większość „fraggingów” była dokonywana przez szeregowców przeciwko oficerom.  Kolejnym częstym motywem było nękanie podwładnych przez przełożonego. Kilka incydentów związanych z „fraggingami” było wynikiem rzekomego rasizmu między czarnymi i białymi żołnierzami, a próby kontrolowania używania narkotyków przez przełożonych powodowały wzrost napięć. Większość znanych „fraggingów” została dokonana przez żołnierzy w jednostkach wsparcia, a nie żołnierzy w jednostkach bojowych. 
Żołnierze czasami używali nieśmiercionośnych granatów dymnych i łzawiących, aby ostrzec przełożonych, że grozi im poważniejsze niebezpieczeństwo, jeśli nie zmienią swojego zachowania. 

## Reakcja
Reakcje armii amerykańskiej na incydenty związane z „fraggingiem” obejmowały większe ograniczenia dostępu do broni, zwłaszcza granatów, dla żołnierzy w jednostkach niezwiązanych z walką oraz „blokady”, w których cała jednostka była izolowana do czasu zakończenia śledztwa. Na przykład w maju 1971 roku armia amerykańska w Wietnamie tymczasowo wstrzymała wydawanie granatów prawie wszystkim jednostkom i żołnierzom, zinwentaryzowała zapasy broni i przeszukała kwatery żołnierzy, konfiskując broń, amunicję, granaty i noże. To jednak nie zmniejszyło liczby incydentów związanych z „fraggingami”, ponieważ żołnierze mogli łatwo zdobyć broń na kwitnącym czarnym rynku wśród społeczności wietnamskiej. Wojsko amerykańskie próbowało również zmniejszyć negatywny rozgłos dotyczący „fraggingu” i środków bezpieczeństwa, które podejmowało w celu jego ograniczenia. 
Tylko kilku żołnierzy dokonujących „fraggingu” zostało zidentyfikowanych i postawionych przed sądem, gdyż trudno było odróżnić „fragging” od działań wroga. Granat wrzucony do okopu lub namiotu mógł być odłamkiem lub działaniem wrogiego infiltratora lub sabotażysty. Szeregowi żołnierze często milczeli w śledztwach dotyczących „fraggingu”, odmawiając doniesienia na swoich kolegów ze strachu lub solidarności. Wyroki za „fragging” były surowe, ale kilku skazanych mężczyzn często odbywało dość krótkie wyroki więzienia. Dziesięciu żołnierzy zostało skazanych za morderstwo i odbywało wyroki od dziesięciu miesięcy do czterdziestu lat, przy czym średni czas uwięzienia wynosił około dziewięciu lat. 

## Wpływ
Podczas wojny w Wietnamie groźba „fraggingu” spowodowała, że wielu oficerów i podoficerów przebywało na tyłach z bronią i zmieniało swoje miejsce do spania, ponieważ „fragging” często polegał na wrzuceniu granatu do namiotu, w którym spał cel. W obawie przed „fraggingiem” niektórzy dowódcy przymykali oko na zażywanie narkotyków i inne formy braku dyscypliny wśród podległych im ludzi. Groźba „fraggingu” i dochodzenia w sprawie czasami zakłócały lub opóźniały taktyczne operacje bojowe. Przełożeni byli czasami zmuszani do negocjowania ze swoimi szeregowcami, aby uzyskać ich zgodę przed podjęciem niebezpiecznych patroli. 
Załamanie dyscypliny, w tym „fragging”, miało istotny wpływ na przejście Stanów Zjednoczonych na całkowicie ochotniczą armię zamiast poboru. Ostatni poborowy został powołany do wojska w 1973 roku. Ochotnicze wojsko złagodziło niektóre z przymusowych metod dyscyplinowania, stosowanych wcześniej do utrzymania porządku w szeregach wojska.